# Siemion Własow
Siemion Władimirowicz Własow, ros. Семён Владимирович Власов (ur. 10 stycznia 1981 w Saławacie) – rosyjski żużlowiec.

## Sukcesy sportowe
Wielokrotny finalista indywidualnych mistrzostw Rosji, w tym dwukrotny medalista tych rozgrywek: złoty (Oktiabrskij 2009) oraz srebrny (Togliatti 2005). 
Wielokrotny reprezentant Rosji na arenie międzynarodowej. Trzykrotny finalista mistrzostw Europy par (2004, 2005, 2010), w tym srebrny medalista tych rozgrywek (Debreczyn 2004). Uczestnik eliminacji drużynowego Pucharu Świata (2003, 2005). Dwukrotny srebrny medalista klubowego Pucharu Europy (Dyneburg 2001 – w barwach klubu Łukoil Oktiabrskij, Togliatti 2005 – w barwach klubu SK Lokomotīve Dyneburg). Zdobywca II miejsca w memoriale Rinata Mardanszyna (Oktiabrskij 2011).
W polskiej lidze reprezentował barwy klubów: SK Lokomotīve Dyneburg (2006), KSM Krosno (2007), Kolejarz Rawicz (2008), Speedway Miszkolc (2009) oraz Wanda Kraków (2010).